# Катарина Ингесдоттер
Катарина Ингесдоттер (швед. Katarina Ingesdotter) ― шведская принцесса, жена датского принца Бьёрна Харальдсена Железнобокого. 

## Биография
Катарина была дочерью короля Швеции Инге I Старшего и королевы Хелены. Приходилась младшей сестрой Христины Ингесдоттер и Маргарет Фредкуллы: Христина вышла замуж в 1090-х годах, а Маргарет ― в 1101. Катарина, как предполагается, была примерно такого же возраста, что и её будущий супруг, и, таким образом, родилась около 1100 года.
Отец Катарины умер в 1110 году и его сменил на шведском престоле один из его племянников. К моменту смерти отца, Катарина по-прежнему была ребёнком. Её мать, овдовев, ушла в аббатство Врета. Старшая сестра, Христина, жила на Руси, и поэтому в Швеции считали, что она находится слишком далеко для того, чтобы получить долю в наследстве своего отца. Их сестра Маргарет была на момент смерти отца королевой Дании. Известно, что Маргарет поделилась частью причитающегося ей наследства с её племянницей Ингрид в Норвегии и племянницей Ингеборгой в Дании. Имя Катарины в этих договорах не упоминается, хотя будучи единственной незамужней дочерью, проживавшей в Швеции, она считалась одной из наследниц.
Согласно Саге о потомках Кнута, Катарина вышла замуж за датского принца Харалдсена Бьёрна Железнобокого. Известен только один ребёнок, родившийся в этом союзе: им была дочь Кристина, будущая королева Швеции, которая родилась приблизительно в 1122 году.
В 1134 году муж Катарины встали на сторону своего дядя Эрика II в его борьбе за датский престол, но был им же и убит в том же году. Её дочь Кристина вышла замуж за будущего короля Швеции Эрика IX в 1140-х годах.

## Потомки
1. Кристина Бьёрнсдоттир, жена короля Швеции Эрика IX.